# Jack Froehlich
Jack Edward Froehlich (a veces también escrito Froelich) (7 de mayo de 1921 – noviembre de 1967) fue un ingeniero aeroespacial estadounidense, especializado en cohetes.

## Semblanza
Trabajó en el Laboratorio de Propulsión a Reacción, donde fue un director de proyecto del programa espacial de la NASA Explorer 1.

## Reconocimientos
- El premio conmemorativo Jack E. Froehlich[3] del Caltech lleva este nombre en su memoria.
- Así mismo, el cráter lunar Froelich lleva este nombre en su honor.